# Resolutie 1303 Veiligheidsraad Verenigde Naties
Resolutie 1303 van de Veiligheidsraad van de Verenigde Naties werd op 14 juni 2000
unaniem aangenomen door de VN-Veiligheidsraad.

## Achtergrond
Nadat in 1964 geweld was uitgebroken tussen de Griekse en Turkse bevolkingsgroep op Cyprus stationeerden de VN de UNFICYP-vredesmacht op het eiland. Die macht wordt sindsdien om het half jaar verlengd. In 1974 bezette Turkije het noorden van Cyprus na een Griekse poging tot staatsgreep. In 1983 werd dat noordelijke deel met Turkse steun van Cyprus afgescheurd. Midden 1990 begon het toetredingsproces van (Grieks-)Cyprus tot de Europese Unie maar de EU erkent de Turkse Republiek Noord-Cyprus niet.

## Inhoud
De Veiligheidsraad:
- Verwelkomt het rapport van de secretaris-generaal en vooral de oproep aan de partijen om dringend iets te doen aan de kwestie van de vermiste personen.
- Merkt op dat Cyprus instemde met een verlenging van UNFICYP na 15 juni.
- Verwelkomt inspanningen van de VN om vredeshandhavers te sensibiliseren voor aids en andere ziekten.

1. Bevestigt alle relevante resoluties en vooral de resoluties 1251 en 1283.
2. Besluit het mandaat van UNFICYP te verlengen tot 15 december 2000.
3. Vraagt de secretaris-generaal tegen 1 december 2000 te rapporteren.
4. Besluit actief op de hoogte te blijven.

## Verwante resoluties
- Resolutie 1251 Veiligheidsraad Verenigde Naties (1999)
- Resolutie 1283 Veiligheidsraad Verenigde Naties (1999)
- Resolutie 1331 Veiligheidsraad Verenigde Naties
- Resolutie 1354 Veiligheidsraad Verenigde Naties (2001)

Lijst ·  1285 ·  1286 ·  1287 ·  1288 ·  1289 ·  1290 ·  1291 ·  1292 ·  1293 ·  1294 ·  1295 ·  1296 ·  1297 ·  1298 ·  1299 ·  1300 ·  1301 ·  1302 ·  1303 ·  1304 ·  1305 ·  1306 ·  1307 ·  1308 ·  1309 ·  1310 ·  1311 ·  1312 ·  1313 ·  1314 ·  1315 ·  1316 ·  1317 ·  1318 ·  1319 ·  1320 ·  1321 ·  1322 ·  1323 ·  1324 ·  1325 ·  1326 ·  1327 ·  1328 ·  1329 ·  1330 ·  1331 ·  1332 ·  1333 ·  1334